# St Davids
St Davids (velšsky Tyddewi, což v překladu znamená Davidův dům) je město v hrabství Pembrokeshire ve Walesu ve Spojeném království. V roce 2001 zde žilo 1 797 obyvatel. Jde o nejmenší britské město se statusem „city“, na který má nárok město s diecézní katedrálou. Úpadek města vedl k tomu, že mu byl status roku 1888 odebrán, ale v roce 1994 mu ho královna Alžběta II. navrátila. V katedrále jsou uloženy ostatky svatého Davida, patrona Walesu a zakladatele místního kláštera.

## Geografie a historie
V 6. století byl na břehu řeky Alun v údolí Rhosyn (velšsky Glyn Rhosyn, anglicky Rose Vale) sv. Davidem založen křesťanský klášter. Toto místo se nachází na poloostrově svatého Davida, který je nejzápadnějším výběžkem Walesu, vzdáleným zhruba 80 km vzdušnou čarou od pobřeží Irska. Poloostrov se původně velšsky nazýval Mynyw a latinsky Meneva či Menevia.

## Současnost

### Ekonomika, turismus a kultura
Místní ekonomika je závislá na turistickém ruchu: návštěvníky přitahuje katedrála v podobě z roku 1181 se zříceninami biskupského paláce. Město je také základnou pro výlety do národního parku Pembrokeshire Coast s plážemi využívanými pro vodní sporty. V roce 2002 se zde konal festival tradiční velšské kultury National Eisteddfod.

## Významní rodáci
V St Davids se narodil hudební skladatel Thomas Tomkins.

## Partnerská města
Partnerskými městy jsou Naas (Irsko), Orléat (Francie) a Matsieng (Lesotho).